# Tecuci (okręg Teleorman)
Tecuci – wieś w Rumunii, w okręgu Teleorman, w gminie Balaci. W 2011 roku liczyła 916 mieszkańców.